# کاموف-۵۰
کاموف-۵۰ کوسه سیاه (به روسی: Чёрная акула; Chornaya Akula) (نام‌گذاری ناتو Hokum A) نوعی بالگرد تهاجمی تک‌نفره روسی است که جهت حمله به اهداف زمینی توسعه یافته‌است. این بالگرد مجهز به دو موتور توربوشفت کلیموف (تی‌وی ۳–۱۱۷ وی‌ام آ) هر کدام به قدرت ۲۲۰۰ اسب بخار می‌باشد. طراحی این بالگرد در سال ۱۹۸۰ در دفتر طراحی کاموف آغاز شد و در سال ۱۹۹۵ تولید آن برای خدمت در ارتش روسیه به عنوان جایگزینی برای بالگرد میل-۲۴ تصویب شد.

## توسعه
کا۵۰ نسخه تولید شده طرح V-80Sh-1 می‌باشد. در تاریخ ۱۴دسامبر۱۹۸۷ شورای وزیران اتحاد جماهیر شوروی طرح تولید بالگرد تهاجمی را صادر کرد. طرح توسعه این هلیکوپتر برای اولین بار درسال۱۹۸۴ در غرب گزارش داده شد. اولین عکس این طرح در سال ۱۹۸۹ دیده شد. پس از تستهای پرواز و سیستم‌ها شورا دستور ساخت اولین دسته این بالگرد را در سال ۱۹۹۰ داد. این هلیکوپتر تهاجمی برای اولین بار در مارس ۱۹۹۲ در یک نشست سالانه در انگلستان به نمایش درآمد.
در نمایشگاه Mosaeroshow '92 ژوکوسکی به تاریخ اوت ۱۹۹۲ برای اولین بار در معرض عموم قرار داده شد. در همان ماه دومین نمونه امتحانی تولید شده در نمایشگاه هوایی فارونبرو دیده شد. نوامبر ۱۹۹۳ چهار فروند هلیکوپتر تولید شده به مرکز حمل و نقل و آموزش‌های جنگی نیروی هوایی در تورژوک برای تست‌های نهایی فرستاده شد. ۲۸ اوت ۱۹۹۵ رئیس‌جمهور وقت روسیه اجازه ورود این بالگرد به ارتش را صادر کرد. فروپاشی اتحاد جماهیر شوروی موجب افت شدید در تدارکات دفاعی شده بود. این امر موجب ساخت یک دو جین کاموف-۵۰ اس شد، برنامه تولید چند صد کاموف-۵۰ برای جایگزین شدن با میل-۲۴.
کاموف بعد از تحقیقات کامل از هلیکوپتر جنگی شرکت‌کننده در افغانستان و مناطق جنگی دیگر به این نتیجه رسیده بود که مأموریتهای مختلف حمله در ارتفاع کم و سپس ارتفاع گرفتن برای پیدا کردن دقیق هدف و شلیک سلاح به‌طور همزمان نیاز به افسر ناوبر (مسئول جنگ‌افزار) ندارد و خلبان به تنهایی توانایی انجام اینکار را دارد.
مانند دیگر محصولات کاموف این بالگرد نیز دارای دو پروانه که در خلاف یکدیگر گردش می‌کنند بود که باعث می‌شد بالگرد نیازی به پروانه دم برای ثبات حرکتی نداشته باشد، که باعث بهبود کیفیت آکروباتیک و توانایی انجام مانورهای شدید (لوپ زدن، رول کردن، گردش در یک محور) را به بالگرد می‌داد. استفاده از دو پروانه به این معنی است که یک پروانه کوچکتر با گردش آهسته‌تر، از آنجایی که سرعت گردش نوک پروانه دلیل اصلی محدودیت سرعت بالگرد است، این اجازه را می‌داد که از بالگردهایی مانند آ اچ - ۶۴ سریع تر باشد. حذف پروانه دم یک مزیت کیفی است چون گشتاور پروانه دم می‌تواند ۳۰٪ از قدرت پروانه موتور را بگیرد به‌علاوه از دست دادن پروانه عقب علت شایع از دست دادن بالگردها در جنگ است. از نظر ناتو هم بالگردهای تک سرنشین نامطلوب محسوب می‌شدند.
بر روی اولین دو نمونه کاموف-۵۰ پنجره‌های نادرست تعبیه شده بود و پنجره‌ها به صورت آشکار در معرض دید بود و این باعث شد که اولین گزارش‌ها در غرب در ارتباط با این بالگرد صحیح نباشند و حتی برخی کارشناسان مأموریت اصلی آن را به عنوان هواپیمای برتری هوایی برای پیدا کردن و نابودی بالگردهای ناتو در نظر گرفته بودند.
برای بهبود حفظ جان خلبان کاموف صندلی پرتاب شونده کی-۳۷–۸۰۰ کمپانی NPP Zvezda را بر روی محصول خود نصب کرد که یکی از ویژگی‌های نادر بر روی یک بالگرد است. قبل از اینکه راکت درون صندلی پرتاب شونده فعال شود، موتور اصلی به وسیله چاشنی انفجاری که درون دیسک اصلی قرار دارد منفجر شده و از بالگرد جدا می‌شود و آسمانه کنده می‌شود.
کاموف-۵۰ و ویژگی‌های آن باعث انتخاب آن به عنوان بالگرد ویژه پشتیبانی از نیروهای ویژه شد، در حالی که میل-۲۸ به عنوان بالگرد اصلی ارتش بود، طرح ساخت انبوه کاموف-۵۰ در سال ۲۰۰۶ پیشنهاد شد. در سال ۲۰۰۹ نیروی هوایی روسیه سه گروه کامل از این محصول را دریافت کرد که ساخته شده از بدنه ناقص بالگردهای اواسط دهه ۹۰ میلادی بودند.

## خصوصیات طرح

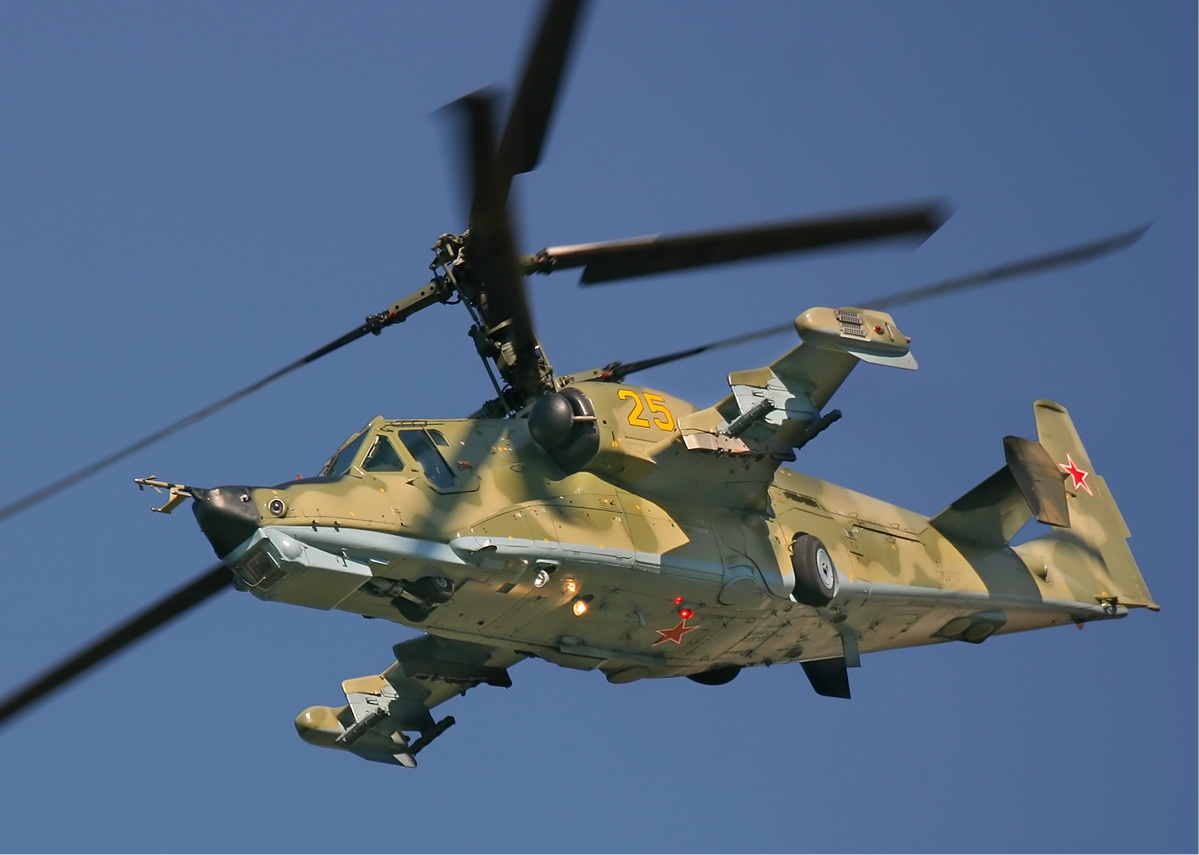
کاموف۵۰، نمایشگاه ماکس ۲۰۰۵

کاموف-۵۰ و نمونه دو سرنشینه آن، کاموف-۵۲ بالگردهای تهاجمی کوچک و سریع باعملکرد بسیار بالا قابل استفاده در شب و روز، قدرت بقای بالا و همچنین قدرت آتش زیاد برای نابود کردن اهداف هوایی و سلاح‌های سنگین زرهی. روتور ساخته شده از جنس هم محور اجازه اوج‌گیری ده متر در ثانیه و همین‌طور توانایی ایستادن به صورت ثابت در ارتفاع ۴۰۰۰ متری را به کاموف می‌دهد، تیغه‌های پروانه از جنس پلیمر ساخته شده‌اند. این بالگرد به دلیلی طراحی انحصاری، داشتن دو پروانه اصلی، حذف پروانه دم دارای چالاکی بسیار زیاد است. سیستمهای پرواز شامل سیستم ناوبری، خلبان اتوماتیک و سیستم هاد، سنسورها شامل جستجوگر رو به جلو فروسرخ و رادار جستجوگر زمینی.
بر روی کاموف همین‌طور رادیوی الکترونیکی و سیستم مرورگر و هدایت گر خودکار اجازه پرواز در شب و روز در تمام شرایط آب و هوایی را به خلبان می‌دهد. تمام اطلاعات دریافتی به وسیلهٔ سیستم اطلاعات هدف‌گیری دقیق به وسیلهٔ کدهای رمزگذاری شده اطلاعات را با پایگاه زمینی رد و بدل می‌کند. کاموف-۵۲ همینطور دارای یک سیستم جستجوگر رادیو است که امکان ردگیری بالگرد را در هر شرایط آب و هوایی به ایستگاه زمینی میدهدو اطلاعات به‌دست آمده از موقعیت بالگرد بر روی صفحه‌ای در اتاقک نمایش داده می‌شود. برای بهبود در درگیری‌ها خلبان دارای فاصله یاب لیزری است که بر روی کلاه نصب شده و می‌توانند از لنز دید در شب چشمی خود نیز استفاده کنند. برای محافظت از خود دارای گیرنده اخطار رادیویی، سیستم جنگ الکترونیک، چف و فلیر می‌باشد.
تمام اتاقک با محفظه زره که می‌تواند از خلبان در مقابل گلوله‌های ۱۲٫۷ م م و نارنجکهای ۲۳ م م محافظت کند پوشانده شده. تیغه‌های پروانه نیز تحمل مقاومت در برابر سلاح‌های معمولی زمینی را دارد (اسلحه‌های خودکار و نیمه خودکار).
میزان بقای بسیار زیاد کاموف-۵۰ به این شکل تضمین شده‌است؛
- اتاقک خلبان از صفحات فولادی پوشیده شده که توانایی مقاومت در برابر گلوله‌های تا ۲۰ م م را دارد و پوشش شیشهٔ اتاقک قطری برابر با ۵۵ م م دارد.
- حفاظت از سیستم سوخت، کنترلها، سیستم راندن، واحد قدرت کمکی، سیستمهای هیدرولیکی و بقیه سیستم‌ها.
- تیغه‌های پروانه ساخته شده از پلاستیک بسیار قوی و فشرده اجازه ادامه پرواز با وجود اصابت گلوله‌های مستقیم را می‌دهد.
- هم محور پیکربندی موتور پروانه بدون داشتن پروانه دم و سیستم‌های کنترل کردن آن جعبه دنده اساساً باعث افزایش بقای بالگرد بر اثر برخورد مستقیم گلوله باعث جلوگیری از سقوط می‌شود.
- مواد کامپوزیت به کار رفته در کاموف ۳۵٪ اجازه حمل بیشتر سلاح نسبت به وزن را می‌دهد.
- چرخهای فرود و بدنه مقدار زیادی از ضربه ناشی از سقوط را جذب می‌کند.
- اگر یکی از موتورها آسیب ببیند کاموف توانایی پرواز با یک موتور را نیز دارد.

کاموف اولین بالگرد جهان است که دارای صندلی پرتاب شوندهاست که به خلبان اجازه خروج اضطراری در هر ارتفاع و سرعتی را می‌دهد.

## جنگ‌افزارها

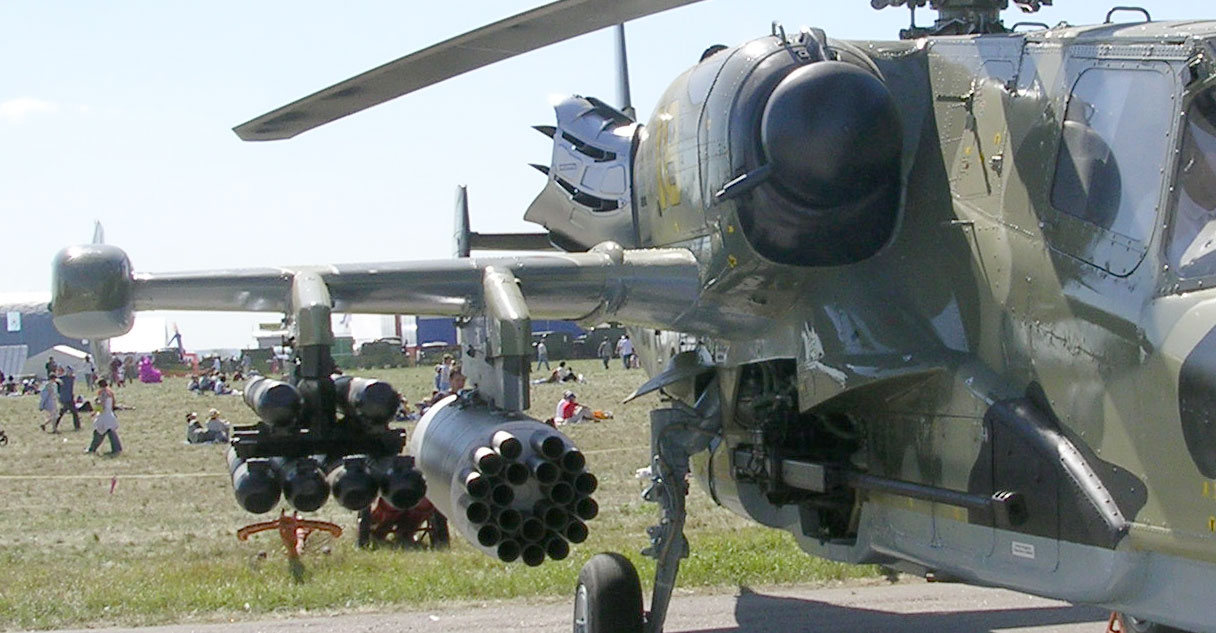
ازچپ:۶عدد موشک ضد تانک9K121 "Whirlwind"، غلاف ۲۰تایی پرتابگر راکتهای اس-۸، توپ ۳۰ م م 2A42

کاموف دارای یک توپ ۳۰م م 2A42 می‌باشد. این توپ اتوماتیک در سمت راست کمی پایین‌تر از اتاقک خلبان نصب است که۴۶۰ گلوله دارای سر انفجاری بسیار بالاو یا ضد زره را شلیک می‌کند. نوع گلوله‌ها توسط خلبان در هنگام پرواز قابل تغییر است. این توپ به میزان کمی به سمت بیرون و بالا و پایین حرکت می‌کند. این نوع نصب شدن توپ باعث بهبود کیفیت نشانه روی و برد مؤثرتر و ضریب اطمینان برخورد بیشتر نسبت به توپهای متحرک است.
سیستم کنترل به صورت اتوماتیک تمام اطلاعات را به صورت همزمان با دیگر بالگردها یا وسایل تقسیم می‌کند و اجازه می‌دهد در حالی که یک بالگرد با هدف درگیر است بالگرد دیگر هدف بعدی را نشانه گذاری کند، و همین‌طور این اطلاعات به مرکز فرماندهی زمینی یا نیروهای پیاده زمینی که دارای دستگاه نشانه گذاری لیزری هستند نیز تقسیم می‌شود به این معنی که نیروهای پیاده نیز می‌توانند با داشتن دستگاه نشانه گذاری target designation هدف را برای کاموف نشانه گذاری کنند.
میزان قابل توجهی سلاح در زیر چهار جایگاه نصب شده زیر بالها حمل می‌شود به علاوه دو جایگاه نوک بالها، نزدیک به ۲۰۰۰ کیلوگرم. چهار جایگاه زیر بالها قابلیت کج شدن ۱۰ درجه رو به پایین را دارند. همین‌طور در صورت لزوم قابلیت حمل مخزن تانک اضافی را دارد.
دوازده موشک Vikhr هدایتگر لیزری ضد تانک (transl. Vortex or whirlwind) با بردی نزدیک به۸ کیلومتر. گزارش شده هدایتگر لیزری عملاً ضد پارازیت است و پس از شلیک سیستم موشک را به صورت اتوماتیک به سمت هدف هدایت می‌کند که باعث می‌شود بعد از شلیک کاموف توانایی گریز از منطقه خطر را داشته باشد.کاموف توانایی حمل انواع راکت پادهای غیرقابل کنترل نظیر اس-۵، اس-۸ و اس-۱۳ را دارد که می‌توانند به سیستم هدف‌گیری لیزری Ugroza بالگرد متصل شوند.

## تاریخچه عملیاتها

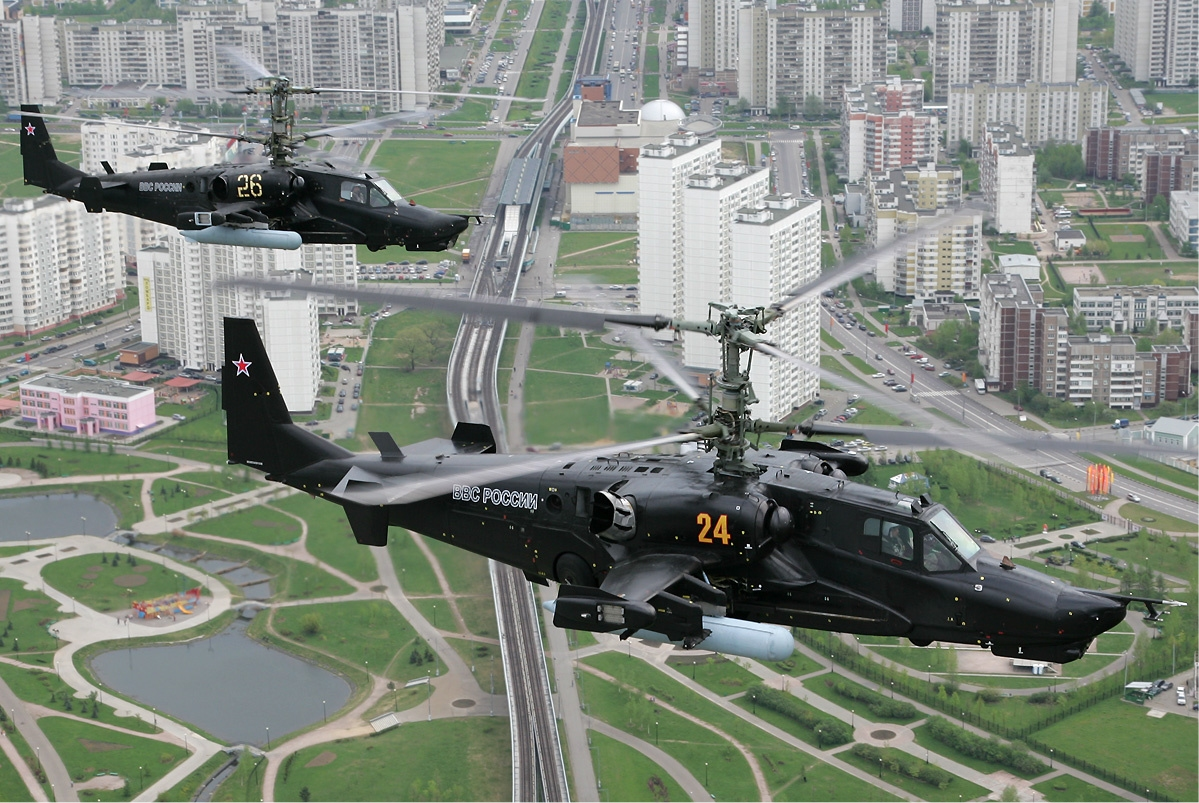
کاموف-۵۰ برفراز مسکو

کامو-۵۰ در عملیات‌هایی که علیه جدایی طلبان چچن انجام شد حضور داشت، در دسامبر سال ۲۰۰۰ یک جفت کاموف-۵۰ به همراه یک کاموف-۲۹ برای شناسایی و تعیین اهداف به منطقه اعزام شدند، ۶ ژانویه ۲۰۰۱ برای اولین بار کاموف از سلاحهای واقعی علیه اهداف واقعی استفاده کرد. ۹ ژانویه در ورودیه منطقه مورد مناقشه دره کوه‌های کومسولوسکو یک کاموف-۵۰ به همراه یک میل-۲۴ از راکتهای غیرقابل کنترل اس-۸ برای نابودی یک انبار مهمات متعلق به جدایی طلبان چچن استفاده کردند. ۶ فوریه در جنگلهای کوه‌های جنوب روستای Tsentoroj گروه حمله‌کننده متشکل از دو کاموف-۵۰ و یک کاموف-۲۹ برای پوشش اهداف از فاصله ۳ کیلومتری یک کمپ مستحکم جدایی طلبان را با استفاده از دو راکت قابل کنترل "Vikhr" نابود کردند. ۱۴ فوریه گروهی مشابه عملیاتی مشابه را در منطقه Oak-Yurt و Hatun انجام دادند. در شرایط بسیار سخت خلبانها توانستند ۸ هدف را شناسایی و نابود کنند. این نوع مأموریتها در غالب مأموریتهای هدایت‌کننده هوایی و همچنین سیستم‌های هدایتگر داخلی به همراه سلاح‌ها بود. موفقیت در این مأموریتها به دلیل چابکی و قدرت مانور زیاد کاموف در کوهستان باعث شد که امید به پیشرفت این بالگرد در عملیاتهای آینده برای جایگزینی با بالگردهای دیگر باشد.
هنوز مشخص نیست که در عملیاتهای تمرینی بعدی از بالگردهای مشابه شرکت‌کننده در جنگ استفاده شده یا نه، مانند عملیاتهایی که در اوت ۲۰۰۴ در قرقیزستان انجام شد. از مزایای کاموف قابلیت انجام عملیات در ارتفاع بالا همچنین در هوای گرمتر از ۳۰ درجه سانتیگراد می‌باشد.کاموف می‌تواند نیروهایی که می‌خواهند با بالگرد به منطقه بروند را پوشش داده و پس از شناسایی اهداف می‌تواند باتوپ ۳۰ م‌م و راکتهای خود با اهداف درگیر شود.

## مشخصات کاموف-۵۰
مشخصات فنی
- خدمه: یک نفر
- طول:۱۶ متر
- ارتفاع:۴/۹۳
- قطر پروانه اصلی:۱۴/۵۰
- وزن خالی:۷۷۰۰ کیلو گرم
- وزن بارگیری شده:۹۸۰۰ کیلوگرم

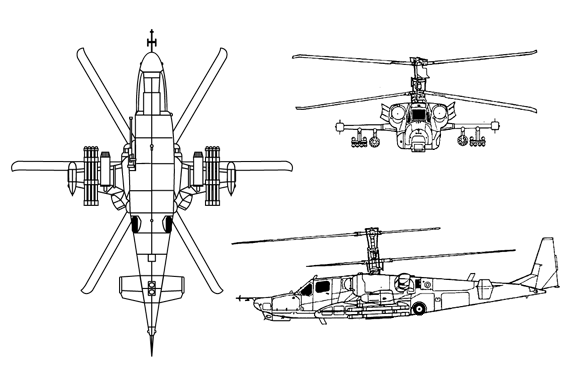

- پیشرانه:دو موتور توربوشفت TV7-117S مدل پایه به قدرت ۲۲۰۰ اسب بخار

مشخصات پروازی
- حداکثر سرعت در هنگام شیرجه: ۳۵۰ کیلومتر در ساعت
- حداکثر سرعت: ۳۱۵ کیلومتر در ساعت
- حداکثر برد: ۱۱۶۰ کیلومتر با ۴ تانک جدا شونده سوخت خارجی
- برد مفید: ۵۴۵ کیلومتر
- حداکثر سقف پرواز: ۵۵۰۰ متر
- سرعت اوج‌گیری: ۱۰ متر در هر ثانیه

سلاح‌ها و جنگ افزارها
- توپ داخلی: توپ نیمه متحرک ۳۰ م م Shipunov 2A42 (قابلیت شلیک ۴۶۰ گلوله ضد زره یا انفجار شدید ضد نفرات)
- جایگاه حمل سلاح: ۴ جایگاه حمل سلاح زیر هر بال به‌علاوه دو جایگاه نوک هر بال برای نصب تجهیزات اخلال‌گر رادار یا موشکهای هوا به هوا در مجموع به وزن ۲۰۰۰ کیلوگرم شامل:
- راکت: غلاف‌های ۲۰ تایی راکت پاد ۸۰ م م غیرقابل کنترل اس-۸ یا ۱۲۲م م اس-۱۳
- موشک: پاد ۶ تایی موشکهای ضد تانک 9K121 Vikhr با حداکثر توان حمل ۱۲ عدد، موشکهای هوا به هوا و موشک هوا به زمین نیمه اتوماتیک لیزری Kh-25
- بمبها: حداکثر ۴ بمب ۲۵۰ کیلوگرمی یا ۲ بمب ۵۰۰ کیلوگرمی
- قابلیت نصب غلاف تیربار UPK-23-250، گالنهای جدا شونده ۵۰۰ لیتری بنزین، پادهای دو قلو شلیک موشک سبک هوا به هوای ایگلا (۴ موشک در مجموع)، نصب پادهای پرتاب گر چف و فلیر نوک هر بال (۵۱۲ چف و فلیر سر هر بال)

## کاربران
روسیه نیروی هوایی و نیروی دریایی
 مصر - نیروی هوایی
 عراق - نیروی هوایی
 کنیا - نیروی زمینی